# Kāl Shūr Şedāqat
Kāl Shūr Şedāqat (persiska: کال شور صداقت, Shūr Kāl) är en ort i Iran.   Den ligger i provinsen Khorasan, i den nordöstra delen av landet, 700 km öster om huvudstaden Teheran. Kāl Shūr Şedāqat ligger 405 meter över havet och antalet invånare är 169.
Terrängen runt Kāl Shūr Şedāqat är platt åt nordväst, men åt sydost är den kuperad.Runt Kāl Shūr Şedāqat är det ganska glesbefolkat, med 28 invånare per kvadratkilometer. Närmaste större samhälle är Chāpeshlū, 15,0 km sydväst om Kāl Shūr Şedāqat. Omgivningarna runt Kāl Shūr Şedāqat är i huvudsak ett öppet busklandskap.